# Yael Oviedo
Yael Damaris Oviedo (22 de mayo de 1992, Concordia, Entre Ríos, Argentina) es una futbolista argentina que juega como delantera en Cobresal de la Primera B de fútbol femenino de Chile.  También formó parte de la selección argentina.

## Clubes
| Club                     | País      | Año         |
| ------------------------ | --------- | ----------- |
| Boca Juniors             | Argentina | 2011 - 2015 |
| Foz Cataratas (préstamo) | Brasil    | 2014        |
| UAI Urquiza              | Argentina | 2016        |
| Granada                  | España    | 2017 - 2019 |
| Rayo Vallecano de Madrid | España    | 2019 - 2020 |
| Universidad de Chile     | Chile     | 2020 - 2022 |
| Cobresal                 | Chile     | 2025 -      |

## Selección nacional

### Participaciones en Copas del Mundo
| Torneo               | Sede    | Resultado    | Partidos | Goles | Asistencias |
| -------------------- | ------- | ------------ | -------- | ----- | ----------- |
| Copa Mundial de 2019 | Francia | Primera fase | 1        | 0     | 0           |

## Palmarés

### Títulos nacionales
| Título              | Club                 | País  | Año  |
| ------------------- | -------------------- | ----- | ---- |
| Campeonato Nacional | Universidad de Chile | Chile | 2021 |

## Distinciones individuales
- Premio Alumni 2015 a Jugadora destacada de fútbol femenino.[4]
- Premio Alumni 2016 a Jugadora destacada de fútbol femenino.[5][6]